# Rund um den Henninger-Turm 1992
Il Rund um den Henninger-Turm 1992, trentunesima edizione della corsa in linea di ciclismo su strada maschile, si svolse il 1º maggio su un percorso di 209 km, con partenza e arrivo a Francoforte sul Meno. Fu vinto dal belga Frank Van Den Abeele della squadra Lotto davanti all'italiano Claudio Chiappucci e all'olandese Frans Maassen.

## Ordine d'arrivo (Top 10)
| Pos. | Corridore            | Squadra                  | Tempo    |
| ---- | -------------------- | ------------------------ | -------- |
| 1    | Frank Van Den Abeele | Lotto                    | 5h11'48" |
| 2    | Claudio Chiappucci   | Carrera-Vagabond-Tassoni | a 35"    |
| 3    | Frans Maassen        | Buckler                  | a 41"    |
| 4    | Éric Caritoux        | R.M.O.                   | a 59"    |
| 5    | Olaf Ludwig          | Panasonic-Sportlife      | a 1'01"  |
| 6    | Viatcheslav Ekimov   | Panasonic-Sportlife      | a 1'05"  |
| 7    | Rolf Sörensen        | Ariostea                 | s.t.     |
| 8    | Pascal Lance         | Z                        | s.t.     |
| 9    | Dominik Krieger      | Helvetia-Fichtel & Sachs | s.t.     |
| 10   | Marc Wauters         | Lotto                    | s.t.     |